# ATV (Турция)
ATV (стилизованное написание: atv; полное название: тур. Aktüel Televizyonu — «Актуальное телевидение») — турецкий телеканал. Основан 12 июля 1993 года турецким предпринимателем Динч Бильгин в Стамбуле. Слоган — «Yine Bir Sezon Yine Bu Sezon ATV Seyredeceksiniz» (тур. В новом сезоне, в этом сезоне смотрите ATV).
В 2013 году был пятым по популярности каналом в Турции с аудиторией 6,71 %. С 1993 по 2002 год входил в состав медиахолдинга Sabah Grubu. С 2002 по 2007 принадлежал Ciner Medya Grubu, после чего был передан Фонду страхования сберегательных вкладов Турции, который в 2007 году продал канал холдингу Turkuvaz Medya Grubu, принадлежащему лояльному президенту Турции Реджепу Тайипу Эрдогану Çalık Holding, в состав которого канал входит по сей день.
Один из крупнейших производителей сериалов в Турции. На канале работала первый военный корреспондент-женщина в Турции Шериф Тургут. При канале действуют информационный канал atv Haber, спортивный atv Spor, вещающий на Европу atv Avrupa и детские каналы minikaÇOCUK и minikaGO.